# Rajsko Duże
Rajsko Duże [pronunciación en polaco: /ˈrai̯skɔ ˈduʐɛ/] es un pueblo ubicado en el distrito administrativo de Gmina Rozprza, dentro del Distrito de Piotrków, Voivodato de Łódź, en Polonia central. Se encuentra aproximadamente a 4 kilómetros al sureste de Rozprza, a 13 kilómetros al sur de Piotrków Trybunalski, y a 58 kilómetros al sur de la capital regional Łódź.